# Herpsilochmus pectoralis
Herpsilochmus pectoralis là một loài chim trong họ Thamnophilidae.